# Tómbola (canción)
«Tómbola», también conocida como «La vida es una tómbola», es una canción escrita por Antonio Guijarro y compuesta por Augusto Algueró, que sirvió como tema principal de la película homónima de 1962 de Luis Lucia Mingarro, protagonizada por la entonces adolescente Marisol, intérprete del tema.

## Descripción
Melodía pegadiza, la canción describe como en la vida todo depende de la casualidad, del azar, incluso el descubrimiento del amor, concluyendo en la fortuna que supone encontrarlo.
Calificada como una de las mayores aportaciones musicales de Algueró al ámbito audiovisual, y al menos, una de las más populares;  igualmente se ha considerado probablemente el mayor éxito en la carrera musical de Marisol. La canción se alzó además a los primeros puestos en las listas de éxitos musicales en muchos países de Latinoamérica.

## Versiones
La primera versión después de la original corresponde a la banda paraguaya Los Tres Sudamericanos, que publicaron el tema el mismo año 1962. También de 1962 son las versiones de Monna Bell y de Rosalía. 
En Venezuela fue arreglada para la cantante Mirla Castellanos en 1962 por el sello discográfico Velvet de Venezuela para el elepé titulado Así es Mirla, y fue un éxito sin precedentes que catapultó a la artista desde entonces y lo que llevo a que en 1990 hiciera un arreglo más moderno  titulado <<La Vida es Una Tómbola>> y posteriormente en 2014 Castellanos grabó una versión electrónica con arreglos de Ulises Hadjis. En 1998 la versionó El Chaval de la Peca y en 2003 María Jiménez. En 1985 la banda La Década Prodigiosa la incluyó en su primer álbum de estudio. También ha sido grabada por María Isabel en 2006 y por Celia Flores, hija de la intérprete original, en su álbum 20 años de Marisol a Pepa Flores (2016).
Además fue la sintonía de cabecera del programa de televisión homónimo.
Finalmente, fue versionada por Unai Simón en el programa de talentos Tu cara me suena (2012) y en dos ocasiones en el programa de televisión Telepasión de La 1 de Televisión Española. Primero por Ana Obregón y Miriam Díaz Aroca en 1993 y veintiún años después por Eva González.